# سيسالبينيا سبينوزا

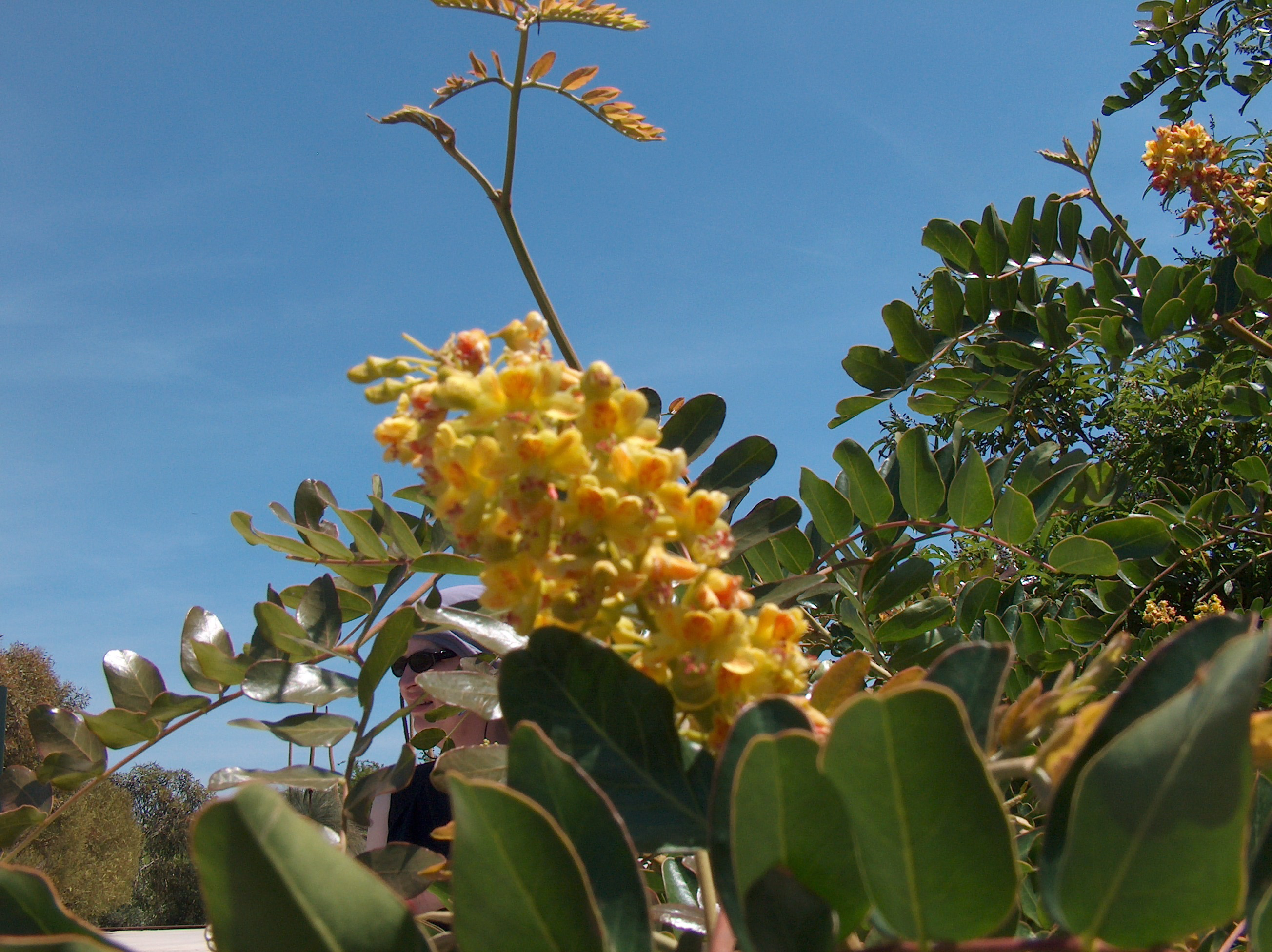

سيسالبينيا سبينوزا (الاسم العلمي: Caesalpinia  spinosa)، هو نبات ينتمي إلى بقولية (فصيلة: Fabaceae).